# Улица Паршина (Москва)
Улица Па́ршина — улица на северо-западе Москвы в районе Хорошёво-Мнёвники Северо-Западного административного округа, находится между улицей Берзарина и набережной Новикова-Прибоя.

## Происхождение названия
Названа 8 декабря 1967 года в честь Георгия Михайловича Паршина (1916—1956) — лётчика-испытателя, дважды Героя Советского Союза. Во время Великой Отечественной войны сражался под Ленинградом, на Северо-Кавказском и 2-м Прибалтийском фронтах. Погиб при исполнении служебных обязанностей.

## Описание
Улица Паршина проходит от улицы Берзарина на запад, пересекая улицу Генерала Глаголева и Живописную улицу, и заканчивается у берега Москва-реки на набережной Новикова-Прибоя.

## Транспорт
На улице находится три остановки. По улице ходят автобусы 26, 60, 253.

### Перспективы
Возле пересечения улицы с Живописной улицей после 2025 года появится станция метро Серебряный Бор.

## Примечательные здания и сооружения
- № 4 — ДЕЗ СЗАО: Хорошёво-Мнёвники, Строгино;
- № 8 — строительный колледж № 46;
- № 33 — библиотека № 240 СЗАО;
- № 39 — школа № 101 (специальная для детей с нарушением слуха).